# Anolis cuprinus
Anolis cuprinus (чіапаський аноліс) — вид ігуаноподібних ящірок родини анолісових (Dactyloidae). Ендемік Мексики.

## Опис
Довжина чіапаського аноліса (без врахування хвоста) становить 5,3 см. довжина хвоста становить 11,2 см. Горловий мішок яскраво-червоний, досягає середини грудей.

## Поширення і екологія
Чіапаські аноліси мешкають на тихоокеанському узбережжі на крайньому південному сході Оахаки та в Чіапасі. Вони живуть в первинних і вологих вологих гірських тропічних лісах і хмарних лісах, трапляються на кавових плантаціях. Зустрічаються на висоті від 200 до 700 м над рівнем моря.